# Karaburunia
Karaburunia es un género de foraminífero bentónico de la familia Ophthalmidiidae, de la superfamilia Cornuspiroidea, del suborden Miliolina y del orden Miliolida. Su especie tipo es Karaburunia rendeli. Su rango cronoestratigráfico abarca el Anisiense superior (Triásico medio).

## Discusión
Clasificaciones más recientes incluyen Karaburunia en la superfamilia Nubecularioidea.

## Clasificación
Karaburunia incluye a la siguiente especie:
- Karaburunia rendeli †